# Oonopoides habanensis
Oonopoides habanensis là một loài nhện trong họ Oonopidae.
Loài này thuộc chi Oonopoides. Oonopoides habanensis được miêu tả năm 1983 bởi Dumitrescu & Georgescu.